# Nastassja Martin
Nastassja Martin (Grenoble, 1986) és una antropòloga francesa. És coneguda pel seu llibre Croire aux fauves en què descriu l'atac d'un os.

## Biografia
Nastassja Martin va créixer als Alps abans de traslladar-se a París per a estudiar Antropologia a l'École des hautes études en sciences sociales.
Als 23 anys va conviure amb al poble kutchin, una societat caçadora-recol·lectora d'Alaska, per a realitzar la seva tesi doctoral sota la direcció de Philippe Descola. El 2016 va publicar Les Âmes sauvages, el relat de la seva experiència a Alaska amb aquesta comunitat.
L'agost de 2015, mentre es trobava a les muntanyes de Kamtxatka, a Sibèria, per fer un estudi antropològic amb els evens, Martin va ser atacada per un os. L'animal li va desfigurar la cara i va perdre un tros de mandíbula. A partir d'aquesta experiència va escriure una història que es va publicar l'octubre de 2019 amb el títol de Croire aux fauves, on relata la seva trobada amb l'os, el seu renaixement i la seva visió animista del món.
L'any 2020 va participar en una comissió d'estudi contrària al projecte d'ampliació del domini esquiable fins a la Grava i el massís dels Escrinhs. El seu llibre A l'est des rêves, publicat l'any 2022, busca superar els estigmes del pensament colonial i basat en l'antropocentrisme.